# اول دوینیو ابورو
اول دوینیو ابورو (به لاتین: Ol Doinyo Eburru) یک کوه در کنیا است که در کنیا واقع شده‌است. اول دوینیو ابورو ۲٬۸۵۶ متر بالاتر از سطح دریا واقع شده‌است.